# Épeigné-sur-Dême
Épeigné-sur-Dême é uma comuna francesa na região administrativa do Centro, no departamento Indre-et-Loire. Estende-se por uma área de 21,5 km². Em 2010 a comuna tinha 160 habitantes (densidade: 7,4 hab./km²).